# Szellemi kulturális örökség

A szellemi kulturális örökség logója

Az UNESCO az ENSZ Nevelésügyi, Tudományos és Kulturális Szervezete, az 1972-es világörökség egyezmény kiterjesztéseként 2003-ban fogadta el a szellemi kulturális örökség védelméről szóló egyezményt (eredeti címe: Convention for the Safeguarding of the Intangible Cultural Heritage). A nemzetközi jogi dokumentum a csatlakozott részes államok számára meghatározza a végrehajtással kapcsolatos lépéseket, feladatokat.

## A szellemi kulturális örökség fajtái
A szellemi kulturális örökség lehet: 
- szóbeli hagyomány, és kifejezési forma, tradicionális előadó művészet;
- társadalmi szokás és rítus, ünnepi esemény;
- a természettel és a világegyetemmel kapcsolatos ismeretek, valamint
- a hagyományos kézművestermékek előállításához szükséges tudás és készség.

## Az UNESCO listája
A UNESCO az egyezmény alapján hivatalos listát vezet, amely 2024 szeptemberében 730 kulturális egységet tartalmazott.
Külön lista tartalmazza a sürgős védelmet igénylő szellemi kulturális örökségeket; ezek általában a végleges eltűnéssel fenyegetett népszokások és szertartások, amelyek megőrzése fokozott állami támogatást igényel.

## Szellemi kulturális örökség Magyarországon
Magyarország 2006-ban ratifikálta csatlakozását az UNESCO szellemi kulturális örökség megőrzéséért létrejött Egyezményhez (2006. évi XXXVIII. törvény).
Az egyezmény szakmai koordinálásáért Magyarországon a Szabadtéri Néprajzi Múzeum a felelős. 
Magyarország az UNESCO által nyilvántartott világörökségi lista mellett a kulturális miniszter 2009. május 19-én kelt felhívásával létrehozta a szellemi kulturális örökség nemzeti jegyzékét is. A nemzeti jegyzékre került örökségek használhatják a „Szellemi Kulturális Örökség Magyarországon” logóját.
Az UNESCO jegyzékben szereplő magyarországi tételek:
- Mohácsi busójárás: álarcos télvégi farsangi szokás (2009)
- Táncházmozgalom: a szellemi kulturális örökség átadásának magyar modellje (2011)
- Matyó népművészet, hagyományőrző közösségi hímzés (2012)
- A népzenei örökség megőrzése Kodály-módszerrel (2016)
- Kékfestés, ellenálló tömbnyomtatás és indigófestés Európában (2018; Ausztria, Csehország, Magyarország, Németország és Szlovákia közös öröksége)
- Solymászat, eleven emberi örökség (2021; Ausztria, Belgium, Csehország, Egyesült Arab Emírségek, Franciaország, Katar, Kazahsztán, Koreai Köztársaság, Magyarország, Marokkó, Mongólia, Németország, Olaszország, Pakisztán, Portugália, Spanyolország, Szaúd-Arábia és Szíria közös öröksége)
- Lipicai lótenyésztés hagyománya (2022; Ausztria, Bosznia-Hercegovina, Horvátország, Magyarország, Olaszország, Románia, Szlovákia és Szlovénia közös öröksége)
- Magyar vonószenekari hagyomány (2022)
- Kézi üveggyártás ismerete, mestersége és készségei (2023; Csehország, Finnország, Franciaország, Magyarország, Németország és Spanyolország közös öröksége)